# 毛細血管擴張
毛細血管擴張（英語：telangiectasia）另有俗名蛛網紋、蜘蛛網狀靜脈曲張，是出现在接近皮肤或黏膜表面扩张的小血管，直径约0.5至1毫米。这些扩张的血管可在身体任何部位发展，但常见于面部，如鼻子、脸颊和下巴。扩张的血管也可在腿部发生，且常有潜在的静脉反流或隐藏的静脉曲张。在腿部发现时，易见于大腿上部、膝关节以下和脚踝周围。
毛細血管擴張常为微血管擴張，少数为微静脉扩张，另称为微静脉扩张（venulectasia）、俗名蜘蛛静脉（spider veins）；这些小血管扩张導致血液沉積並出現彎彎曲曲的情況。皮膚表面可呈現紅、藍、綠、紫等顏色，外觀类似蜘蛛網一樣向外伸延。
遺傳、過胖、用药或者懷孕都較容易有毛細血管擴張。例如辣椒素可使毛细血管扩张的同时增大血液流量。

## 成因
1. 外在因素：敏感皮膚；年紀增長；懷孕；分娩；短時間過度減肥。
2. 生活習慣：經常站立或者坐，都會令雙腿的靜脈血管過度擴張，而影響血管的收縮擴張功能，影響血液循環而令血液沉積，引成毛細血管擴張；嗜好煙酒；經常出入冷氣地方；坐姿不良；缺乏運動；過度體力勞動；久坐久立；長期穿高跟鞋。
3. 身體變化：經常曝曬，受到紫外線直接照射會令靜脈血管的血管壁變薄，經常擴張和收縮而開始破裂，繼而出現毛細血管擴張；常用含重金屬化妝護膚品；長期使用含激素的藥物；另外体脂率的变化也可使毛细血管可视化状态产生改变。

## 壞處
毛細血管擴張一旦惡化，將會帶來以下影響甚至變成靜脈曲張。但毛細血管擴張的惡化速度很視乎個人。
- 皮膚潰瘍：內部血管得不到足夠的氧氣和養份，而令皮膚出現潰爛。
- 流血：靜脈表面的皮膚變薄，更容易受傷。
- 靜脈炎：因血液沉積而形成血塊，慢慢破壞靜脈血管中的瓣膜而形成靜脈炎。
- 血栓生成：如果血塊傳到重要器官，深靜脈血栓形成可能會危及生命。

## 預防
預防方式諸如避免常穿高跟鞋、活動小腿肌肉、體重控制、抬高雙腳、避免久站久坐等等。

## 資料來源
1. ↑  Richard Ashton, Barbara Leppard, Differential Diagnosis in Dermatology, Radcliffe Publishing, 2005, ISBN 9781857756609, p.95
2. ↑  .   [2022-06-28]. （原始内容存档于2022-06-15）.
3. ↑  Goldman, Mitchel P.  2nd. St. Louis: Mosby. 1995. ISBN 0-8151-4011-8.[页码请求]
4. ↑  . 文匯報. 2008-04-08  [2017-10-17]. （原始内容存档于2017-10-17）.
5. ↑  .   [2022-06-28]. （原始内容存档于2022-06-28）.
6. ↑  Arielle Kauvar, George Hruza, Principles and Practices in Cutaneous Laser Surgery, CRC Press, 2005, ISBN 9780203026083, p.655
7. ↑  [1]苏子涵.蜘蛛静脉和静脉曲张[J].心血管病防治知识,2009(10):60-62.
8. ↑  . 《健康動力》雜誌. 2013-01-01  [2017-10-16]. （原始内容存档于2020-09-21）.
9. ↑  . 蘋果日報. 2014-03-04  [2017-10-06]. （原始内容存档于2017-10-06）.